# Tanned Legs
Tanned Legs è un film del 1929 diretto da Marshall Neilan (non accreditato).
Nel film appaiono insieme due delle sorelle Young: nella parte di Janet, Sally Blane mentre Polly Ann Young ricopre il ruolo di una ballerina.

## Trama
In una località alla moda, varie storie si intrecciano tra di loro. Il signor e la signora Reynolds cercano ognuno un'avventuretta per conto proprio. Lui con la signora Lyons-King, sospettata di essere un'avventuriera; lei con Roger, un ragazzo molto più giovane. Peggy e Janet sono le figlie dei Reynolds. Janet, che si è innamorata di Clinton Darrow, viene ricattata da questi, in possesso di alcune sue lettere compromettenti. La ragazza si introduce nella stanza di Darrow, cercando di recuperarle ma senza riuscirci. Disperata, progetta di uccidere l'uomo ma ferisce, invece, accidentalmente la sorella. Le lettere verranno riprese alla fine da Roger che ha inscenato una falsa rapina.

## Canzoni
- With You-With Me (parole di Sidney Clare, musica di Oscar Levant)
- Tanned Legs (parole di Sidney Clare, musica di Oscar Levant)
- You're Responsible! (parole di Sidney Clare, musica di Oscar Levant)

## Produzione
Il film fu prodotto dalla RKO Radio Pictures (come RKO Productions, Inc.).

## Distribuzione
Distribuito dalla RKO Radio Pictures (con il nome RKO Distributing Corp'n.), il film uscì nelle sale cinematografiche statunitensi il 10 novembre 1929.